# Liste der Biografien/Saz
Liste der Biografien |
Portal Biografien |
Personensuche
# |
A |
B |
C |
D |
E |
F |
G |
H |
I |
J |
K |
L |
M |
N |
O |
P |
Q |
R |
S |
T |
U |
V |
W |
X |
Y |
Z |
?
 
Sa |
Sb |
Sc |
Sd |
Se |
Sf |
Sg |
Sh |
Si |
Sj |
Sk |
Sl |
Sm |
Sn |
So |
Sp |
Sq |
Sr |
Ss |
St |
Su |
Sv |
Sw |
Sy |
Sz
 
Saa |
Sab |
Sac |
Sad |
Sae |
Saf |
Sag |
Sah |
Sai |
Saj |
Sak |
Sal |
Sam |
San |
Sao |
Sap |
Saq |
Sar |
Sas |
Sat |
Sau |
Sav |
Saw |
Sax |
Say |
Saz
Die Liste der Biografien führt alle Personen auf, die in der deutschsprachigen Wikipedia einen Artikel haben. Dieses ist eine Teilliste mit 16 Einträgen von Personen, deren Namen mit den Buchstaben „Saz“ beginnt.

## Saz
- Saz, Ilja Alexandrowitsch (1875–1912), russischer Komponist
- Saz, Leylâ (1850–1936), türkische Komponistin
- Saz, Natalija Iljinitschna (1903–1993), russische Kinder- und Musiktheater-Regisseurin

### Saza
- Sazak, Selçuk (* 1954), deutscher Schauspieler mit türkischer Migrationsgeschichte und Leiter der Türkischen Filmwoche Berlin
- Sazali, Syahrul (* 1998), singapurischer Fußballspieler
- Sazama, Matt, US-amerikanischer Drehbuchautor
- Sazarin, Michael (1943–2023), deutscher Künstler
- Sazarina, Maria (1914–1959), russische Tänzerin und Schauspielerin

### Sazd
- Sazdağı, Gökhan (* 1994), türkischer Fußballspieler
- Sazdovska, Jovana (* 1993), nordmazedonische Handballspielerin

### Saze
- Sazenhofen, Anna von (1874–1948), österreichische Schriftstellerin
- Sazenhofen, Eduard von (1831–1917), deutscher Politiker (Zentrum), MdR
- Sazepin, Alexander Sergejewitsch (* 1926), russischer KomponistAlexander Sergejewitsch Sazepin (* 1926)

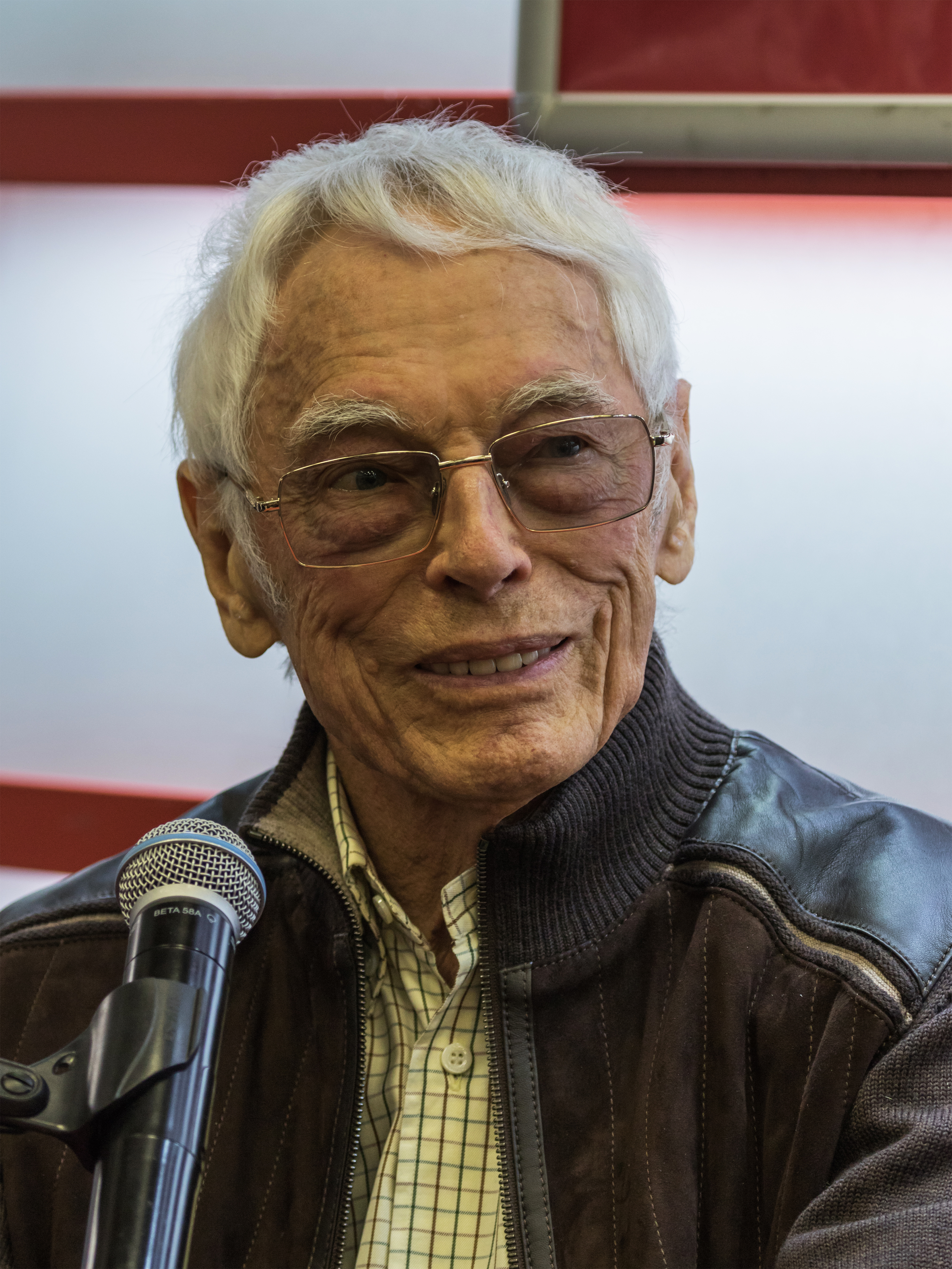
Alexander Sergejewitsch Sazepin (* 1926)

- Sazepin, Georgi Timofejewitsch (1917–2010), russischer Physiker

### Sazi
- Sazié, Enrique (1897–1988), chilenischer Funkpionier
- Sazima, Ivan (* 1942), tschechoslowakisch-brasilianischer Wirbeltierzoologe